# فانتوم: بازی ویدئویی
فانتوم (به انگلیسی: The Phantom) یک بازی ویدئویی در سبک بکش برو جلو و ماجراجویی است که در اوایل سال ۲۰۲۵ توسط کمپانی آرت آف پلی برای پلی استیشن ۴، پلی استیشن ۵، نینتندو سوئیچ و مایکروسافت ویندوز عرضه شد. این بازی بر اساس کمیک های فانتوم اثر لی فالک می‌باشد.